# Halle aux blés d'Obernai
Pour les articles homonymes, voir Halle au blé.
La halle aux blés d'Obernai est un monument historique situé à Obernai, dans le département français du Bas-Rhin.

## Localisation
Ce bâtiment est situé à Obernai.

## Historique
L'édifice fait l'objet d'un classement au titre des monuments historiques depuis 1900.

## Architecture

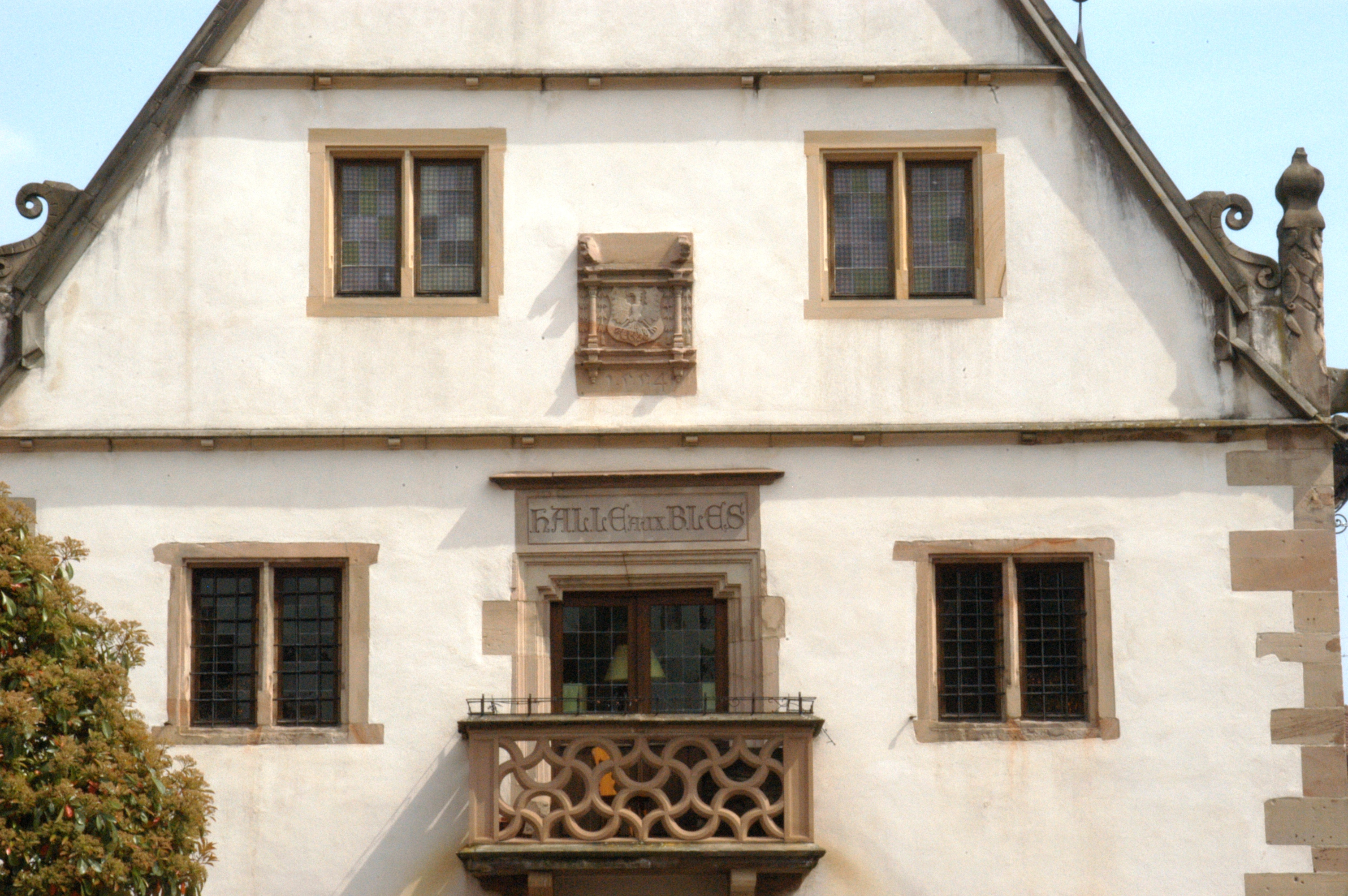
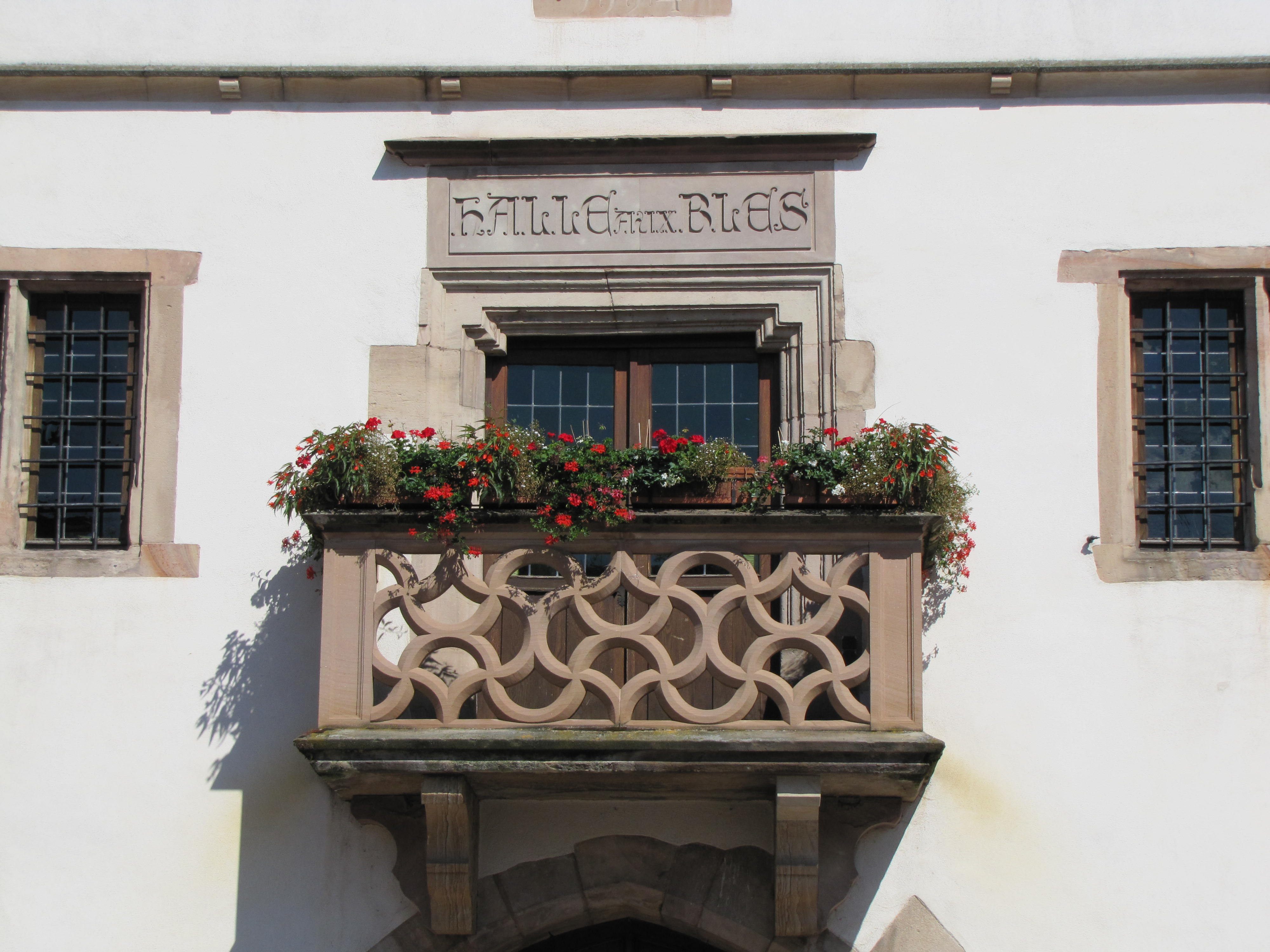
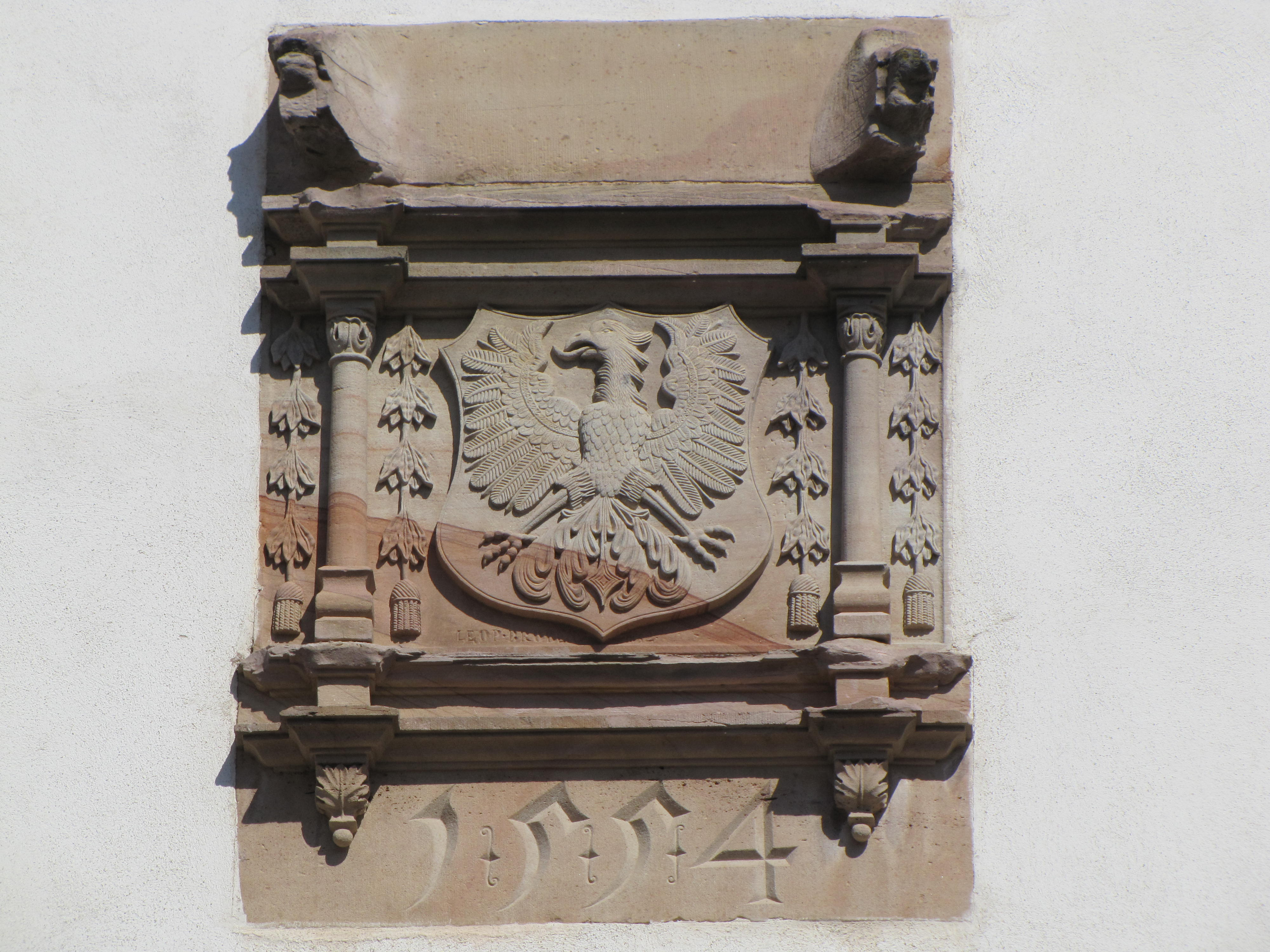